# پایگاه آب‌نشین هابرد لندینگ
پایگاه آب‌نشین هابرد لندینگ (به انگلیسی: Hubbard Landing Seaplane Base) یک فرودگاه همگانی است که یک باند فرود آب دارد و طول باند آن ۱۸۲۹ متر است. این فرودگاه در کشور ایالات متحده آمریکا قرار دارد و در ارتفاع ۲ متری از سطح دریا واقع شده‌است.